# Liste der Monuments historiques in Villars-Santenoge
Die Liste der Monuments historiques in Villars-Santenoge führt die Monuments historiques in der französischen Gemeinde Villars-Santenoge auf.

## Liste der Immobilien
| Bezeichnung                         | Beschreibung                   | Standort                                 | Kennzeichnung | Schutzstatus | Datum | Bild           |
| ----------------------------------- | ------------------------------ | ---------------------------------------- | ------------- | ------------ | ----- | -------------- |
| Kirche Notre-Dame-en-sa-Nativité    | Chorraum, 13. Jahrhundert      | Santenoge, route de Poinson (Lage)       | PA00079270    | Inscrit      | 1925  | weitere Bilder |
| Kirche Notre-Dame-en-son-Assomption | aus dem 13. Jahrhundert        | Villars-Montroyer, rue Principale (Lage) | PA00079271    | Inscrit      | 1925  |                |
| Croix du Courroy                    | Wegekreuz                      | Santenoge, östlich des Ortes (Lage)      | PA00078943    | Inscrit      | 1925  |                |
| Bauernhof                           | offener Kamin, 15. Jahrhundert | Villars-Montroyer, ohne Lageangabe       | PA00079272    | Inscrit      | 1925  |                |

## Liste der Objekte
| Bezeichnung                      | Beschreibung                                                 | Standort                                                             | Kennzeichnung | Schutzstatus | Datum | Bild |
| -------------------------------- | ------------------------------------------------------------ | -------------------------------------------------------------------- | ------------- | ------------ | ----- | ---- |
| Skulptur eines heiligen Bischofs | Holz, farbig gefasst und vergoldet, 17. oder 18. Jahrhundert | Villars-Montroyer, in der Kirche Notre-Dame-en-son-Assomption (Lage) | PM52001676    | Inscrit      | 1978  |      |